# Sebastián López de Arteaga
Sebastián López de Arteaga – hiszpański malarz pochodzący z Andaluzji.
Malarz barokowy naśladujący styl Francisca de Zurbarána. W 1640 r. wyjechał do Meksyku, gdzie malował stosując tenebryzm i światłocień. Tworzył obrazy o tematyce religijnej (Los desposorios de la Virgen, La incredulidad de santo Tomás i El crucificado) oraz portrety inkwizytorów, gdyż został mianowany honorowym malarzem Inkwizycji.